# 8660 Sano
8660 Sano eller TM1 är en asteroid i huvudbältet som upptäcktes den 15 oktober 1990 av de båda japanska astronomerna Kazuro Watanabe och Kin Endate vid Kitami-observatoriet. Den är uppkallad efter Yasuo Sano.
Asteroiden har en diameter på ungefär 14 kilometer.